# Вишнева (Борисовський район)
Вишнева або Клюндівка (біл. Вішнёвая/Клюндзеўка) — село в складі Борисовського району Мінської області, Білорусь. Село підпорядковане Іканській сільській раді, розташоване в північно-східній частині області.